# Valpovo
Valpovo este un oraș în cantonul Osijek-Baranja, Croația, având o populație de 11.563 de locuitori (2011).

## Demografie
Componența etnică a orașului Valpovo
     Croați (96,33%)
     Sârbi (1,27%)
     Necunoscut (0,25%)
     Neclasificat (1,23%)
Componența confesională a orașului Valpovo
     Catolici (93,23%)
     Fără religie și atei (1,95%)
     Ortodocși (1,26%)
     Necunoscută (2,08%)
     Alte religii (1,48%)
Conform recensământului din 2011, orașul Valpovo avea 11.563 de locuitori. Din punct de vedere etnic, majoritatea locuitorilor (96,33%) erau croați, cu o minoritate de sârbi (1,27%). Apartenența etnică nu este cunoscută în cazul a 0,25% din locuitori. Din punct de vedere confesional, majoritatea locuitorilor (93,23%) erau catolici, existând și minorități de persoane fără religie și atei (1,95%) și ortodocși (1,26%). Pentru 2,08% din locuitori nu este cunoscută apartenența confesională.